# 공간정보산업진흥원
공간정보산업진흥원은 공간정보산업진흥법 제23조에 근거해 2012년 설립된 법정기관으로 국민이 국가 공간정보를 효과적이고 효율적으로 활용할 수 있도록 함으로써, 우리나라 공간정보산업을 육성 및 진흥하는데 기여하고 있다. 
공간정보산업진흥원은 공간정보 인력양성, 창업지원, 공간정보산업 통계 제공 등 다양한 사업을 통해 국민이 국가에 부여한 법적인 의무를 다하고 있다. 
특히 ‘브이월드’라는 공간정보 오픈플랫폼을 구축 및 운영을 담당하고 있으며, 국내 주요 도시를 시작으로 다양한 디지털트윈 관련 데이터들을 지속적으로 탑재 및 업데이트하고 있다. 
또한 국가행정정보, 공간분석데이터, 부동산분석데이터 등의 정보 역시 API를 통해 브이월드에서 제공되고 있다.
최근에는 ‘기본측량성과 검증’ 기관으로 지정됨에 따라 자율주행, 디지털트윈 국토실현 등 국가 미래산업 발전에 앞장서고 있다.
현재 경기도 성남시 분당구 판교로 242(삼평동 624) 판교디지털센터 C동 601호에 위치하고 있다.

## 설립 법률
- 공간정보산업진흥법 제23조 1항[2]

## 연혁
- 2012년 6월 4일: 공간정보산업진흥원 출범 및 창립기념일[3][4]

## 조직

### 공간정보산업진흥원장
- 기획조정연구실
- 경영지원실

#### 본부장
- 산업진흥처
- 디지털플랫폼처
- 국토DB1처
- 국토DB2처

## 같이 보기
- 공간정보산업협회
- 공간정보품질관리원
- 한국공간정보학회
- 한국지형공간정보학회
- 국토지리정보원